# Ushiden

Broche 1 = masse luminance
Broche 2 = masse chrominance
Broche 3 = luminance (Y)
Broche 4 = chrominance (C).

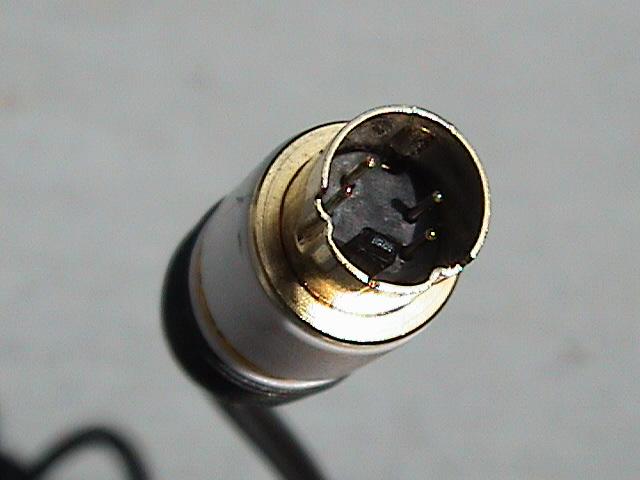
Une prise vidéo à composantes séparées de type Ushiden.

Ushiden, ou parfois Oshiden, dont le nom provient de la société japonaise Hosiden qui l'a breveté, est une connectique de type Y/C adaptée à la vidéo à composantes séparées. Elle est parfois appelée à tort « Mini DIN » ou « S-Video ».

## Origine de la connectique
Parmi la totalité des normes allemandes brevetées DIN (Liste der DIN-Normen) et définies conformément au cahier des charges du « Deutschen Instituts für Normung » (institut public de normalisation allemand), aucun format de diamètre 9,5 mm n'est référencé.
Le fabricant à l'origine de ce format de prise miniaturisée est la société japonaise Hosiden, fabricant spécialiste de connectiques notamment vidéo et informatiques, dont la désignation est souvent écrite ou prononcée « Ushiden »; La confusion provient de la forme circulaire très ressemblante avec les prises DIN dont le diamètre est de 13,2 mm, destinées originellement à l'audio, très en vogue durant les années 1960 à 1980, particulièrement en Europe. Cependant depuis les années 1990, la dénomination « Mini-DIN » subsiste toujours, au lieu de la référence au fabricant japonais.
En 2023, on peut toujours trouver au catalogue du fabricant, les références de ce format parmi ses connectiques qu'il produit et commercialise.

## Signaux
La luminance et la chrominance du signal vidéo analogique transporté sont véhiculées séparément.
Le mode Y/C exploite ainsi deux conducteurs ou circuits séparés (câbles coaxiaux distincts).
Le connecteur vidéo au format Hosiden comprend 5 conducteurs et 4 broches : 1 broche luminance (Y), 1 broche chrominance plus 2 broches de masse (1 pour Y, 1 pour C) du câble qui véhicule le signal vidéo Y/C et le conducteur de blindage (masse externe).